# Weinböhla
Weinböhla – miejscowość i gmina w Niemczech, w kraju związkowym Saksonia, w okręgu administracyjnym Drezno, w powiecie Miśnia.

## Współpraca
Miejscowość partnerska:
- Oftersheim, Badenia-Wirtembergia